# Malek Chekir
Malek Chekir, né le 15 janvier 1993 à Tunis, est un joueur tunisien de volley-ball. Il mesure 1,92 m et joue en tant que réceptionneur-attaquant.

## Clubs
- 2010-2012 : Union sportive de Carthage ( Tunisie)
- 2012-201.. : Espérance sportive de Tunis ( Tunisie)

## Palmarès

### Équipe nationale
- Championnat d'Afrique des moins de 23 ans
  -  Vainqueur en 2014 ( Égypte)
- Championnat d'Afrique des moins de 21 ans
  -  Vainqueur en 2013 ( Tunisie)
- Championnat d'Afrique des moins de 19 ans
  -  Vainqueur en 2010 ( Afrique du Sud)

### Autres
- 3e au Tournoi international de Navidad en 2010 ( Espagne)
- Finaliste du championnat arabe des moins de 19 ans en 2011 ( Égypte)
- Vainqueur du Tournoi international de Navidad en 2012 ( Espagne)

### Clubs
- Championnat d'Afrique des clubs champions
  -  Vainqueur en 2014 ( Tunisie)
  -  Finaliste en 2013 ( Libye)
- Championnat de Tunisie
  -  Vainqueur en 2015, 2016 et 2018
- Coupe de Tunisie
  -  Vainqueur en 2014, 2017 et 2018

## Récompenses et distinctions
- Meilleur attaquant du championnat d'Afrique des moins de 19 ans en 2010[1]
- Meilleur joueur du Tournoi international de Navidad en 2012 à Guadalajara[2]
- Meilleur joueur du championnat d'Afrique des moins de 21 ans en 2013[3]